# Leningrajski kodeks
‎Leningrajski kodeks (latinsko Codex leningradensis) je najstarejši ohranjeni svetopisemski kodeks, ki v celoti vsebuje Staro zavezo. Napisan je bil leta 1008. Poimenovan je po Leningradu (današnjemu Sankt Peterburgu), kjer so ga odkrili.